# Tramea virginia
Tramea virginia е вид водно конче от семейство Libellulidae. Видът не е застрашен от изчезване.

## Разпространение
Разпространен е в Бангладеш, Виетнам, Индия (Бихар, Джаму и Кашмир, Тамил Наду, Утар Прадеш и Химачал Прадеш), Китай, Мианмар, Непал, Провинции в КНР, Северна Корея, Тайван, Хонконг, Южна Корея и Япония.